# Жордан (Акри)

Жордан на карте штата

Жордан (порт. Jordão) — муниципалитет в Бразилии, входит в штат Акри. Составная часть мезорегиона Вали-ду-Журуа. Входит в экономико-статистический микрорегион Тарауака. Население составляет 6577 человек на 2010 год. Занимает площадь 5357,282 км². Плотность населения — 1,23 чел./км².

## Границы
Муниципалитет граничит:
- на севере — муниципалитет Тарауака
- на востоке — муниципалитет Фейжо
- на юго-западе — Перу
- на западе — муниципалитет Марешал-Тауматургу

## Демография
Согласно сведениям, собранным в ходе переписи 2010 г. Национальным институтом географии и статистики (IBGE), население муниципалитета составляет:
| Полное население                               | Полное население                               | Полное население                               | Полное население                               | 6577  |
| ---------------------------------------------- | ---------------------------------------------- | ---------------------------------------------- | ---------------------------------------------- | ----- |
| в том числе:                                   | Городское население                            | 2272                                           | Процент городского населения, %                | 34,54 |
|                                                | Сельское население                             | 4305                                           | Процент сельского населения, %                 | 65,46 |
|                                                | Мужское население                              | 3412                                           | Процент мужского населения, %                  | 51,88 |
|                                                | Женское население                              | 3165                                           | Процент женского населения, %                  | 48,12 |
| Плотность населения, чел/км²                   | Плотность населения, чел/км²                   | Плотность населения, чел/км²                   | Плотность населения, чел/км²                   | 1,23  |
| Население муниципалитета в % к населению штата | Население муниципалитета в % к населению штата | Население муниципалитета в % к населению штата | Население муниципалитета в % к населению штата | 0,90  |

По данным оценки 2015 года, население муниципалитета составляет 7 509 жителей.

## Важнейшие населенные пункты
| № | Населённый пункт | Населённый пункт (порт.) | Категория | Население чел. (2010) | На карте                       |
| - | ---------------- | ------------------------ | --------- | --------------------- | ------------------------------ |
| 1 | Жордан           | Jordão                   | город     | 2272                  | 9°11′27″ ю. ш. 71°56′53″ з. д. |

## Статистика
- Валовой внутренний продукт на 2005 год составляет 23 805 275 реалов (данные: Бразильский институт географии и статистики).
- Валовой внутренний продукт на душу населения на 2005 год составляет 5138,2 реалов (данные: Бразильский институт географии и статистики).
- Индекс развития человеческого потенциала на 2000 год составляет 0,475 (данные: Программа развития ООН).